# Adrian Archibald
Adrian Archibald (Ballymoney, 31 ottobre 1969) è un pilota motociclistico nordirlandese, concittadino di Joey Dunlop.
Archibald ha vinto due gare al Tourist Trophy del 2003 correndo con il team TAS Suzuki e in totale sono tre le sue vittorie sull'Isola di Man.
Ha poi lasciato questo team alla fine della stagione 2005 firmando per il 2006 con l'AIM Racing Yamaha, ma dopo l'incidente occorso alla fine di aprile al pilota Ryan Farquhar alla Cookstown 100 è ritornato a correre la North West 200 con il suo vecchio team.

## Risultati principali

### Tourist Trophy
| Anno | Classe       |
| 2003 | Senior TT    |
| 2003 | TT Formula 1 |
| 2004 | Senior TT    |

### North West 200
| Anno | Classe            |
| 2003 | Classe Production |